# Przylepniczka wytworna

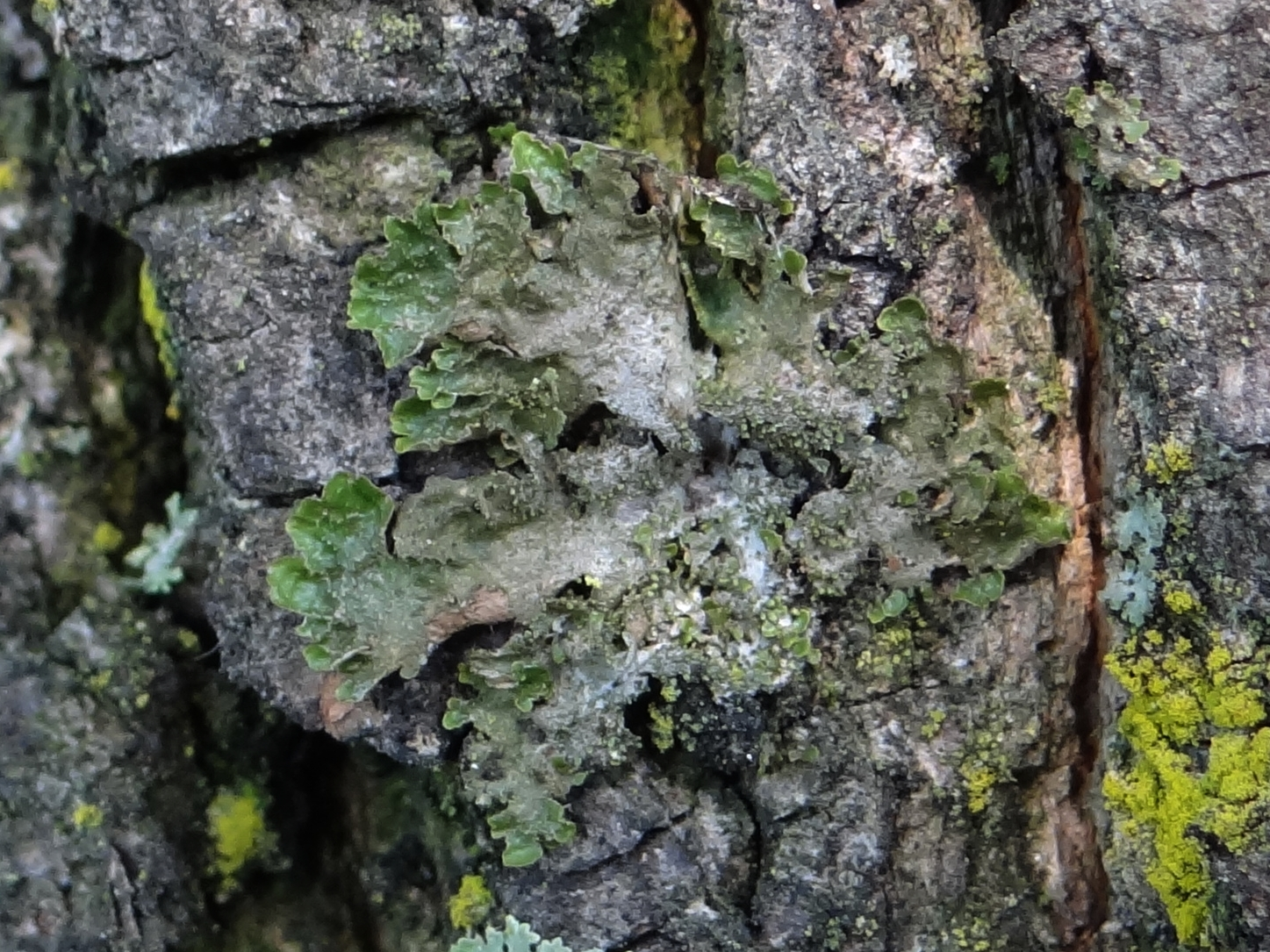

Przylepniczka wytworna (Melanohalea elegantula (Zahlbr.) O. Blanco, A. Crespo, Divakar, Essl., D. Hawksw. & Lumbsch) – gatunek grzybów z rodziny tarczownicowatych (Parmeliaceae). Ze względu na symbiozę z glonami zaliczany jest do porostów.

## Systematyka i nazewnictwo
Pozycja w klasyfikacji według Index Fungorum:  Melanohalea, Parmeliaceae, Lecanorales, Lecanoromycetidae, Lecanoromycetes, Pezizomycotina, Ascomycota, Fungi.
Po raz pierwszy takson ten opisał w 1894 r. Alexander Zahlbruckner jako odmianę jednego z gatunków tarczownic (Parmelia aspidota var. elegantula), później zaliczany był w randze gatunku do rodzaju Melanelia, a w 2004 r. przez grupę badaczy przeniesiony został do nowo utworzonego rodzaju Melanohalea.
Synonimy nazwy naukowej:

- Collema exasperatum Ach. 1810
- Imbricaria exasperata (Ach.) Rabenh. 1861
- Melanelia elegantula (Zahlbr.) Essl. 1978
- Melanelia elegantula (Zahlbr.) Essl. 1978 var. elegantula
- Parmelia aspidota var. elegantula Zahlbr. 1894
- Parmelia elegantula (Zahlbr.) Szatala 1930
- Parmelia exasperatula var. elegantula (Zahlbr.) Zahlbr. 1929

Nazwa polska na podstawie listy grzybów chronionych w Polsce. Wcześniej gatunek ten zaliczany był do rodzaju Melanelia lub Parmelia i miał polskie nazwy przylepka wytworna lub tarczownica wytworna.

## Morfologia
Tworzy listkowatą plechę, która do podłoża jest luźno przyrośnięta, cała, lub przynajmniej na obrzeżach podnosząca się. Pojedyncza plecha osiąga średnicę do 6, wyjątkowo do 10 cm i zbudowana jest z zaokrąglonych płatów. Krótkie, zaokrąglone i nieznacznie wydłużone odcinki tej plechy o szerokości 1–4(7) mm nieznacznie zachodzą na siebie. Powierzchnia górna jest blado-oliwkowa, ciemnobrązowa, czerwono-brązowa, gładka lub nieco pomarszczona. Zazwyczaj jest matowa, czasami słabo błyszcząca, zwłaszcza w pobliżu końców płata, często dość mocno oprószona. Występują na niej mało wyraźne pseudocyfelle i dość równomiernie rozproszone niewielkie izydia. Mają postać stożkowatych, niezwężonych u podstawy brodawek o długości 1–1,5 mm i średnicy 0,03-0,2(-0,4) mm. Dolna powierzchnia ma barwę od jasno żółtobrązowej do ciemnobrązowej, a nawet czarnej. Jest jaśniejsza przy obwodzie, często jasno lub ciemno nakrapiana, gładka lub nieregularnie pomarszczona, matowa lub lekko błyszcząca. Reakcje barwne: górna kora K–, C–, KC–, rdzeń K–, C–, KC–.
Owocniki w postaci apotecjów występują rzadko. Wyrastają na bardzo krótkich trzonkach, mają średnicę około 3,5 mm i wklęsłe tarczki silnie obrośnięte izydiami. W jednym worku powstaje 8 grubościennych askospor. Są elipsoidalne do szeroko jajowatych, czasami niemal kuliste i mają rozmiary 8–11,5 × 4,5–7 μm. Zanurzone w plesze pyknidia występują rzadko. Powstają w nich pykniospory o kształcie od beczułkowatego do wrzecionowatego i rozmiarach 7 × 1 μm.
Kwasów porostowych nie stwierdzono.

## Występowanie i siedlisko
Występuje w północnej i zachodniej części Ameryki Północnej, Europie, Afryce Północnej i Środkowej, Azji i południowej części Ameryki Południowej. W Europie występuje na całym obszarze – od archipelagu Svalbard na północy, po Morze Śródziemne. W Polsce jest gatunkiem rzadkim, znajduje się na Czerwonej liście roślin i grzybów Polski. Ma status VU – potencjalnie zagrożony z powodu ograniczonego zasięgu geograficznego i małych obszarów siedliskowych. W Polsce podlega ścisłej ochronie gatunkowej.
Rośnie na korze drzew, wyłącznie liściastych. Występuje w lasach i na terenach otwartych.

## Gatunki podobne
Jest kilka podobnych gatunków, jednak przylepkę wytworną można od nich dość łatwo odróżnić. Z gatunków występujących w Polsce Melanelixia fuliginosa i Melanelia subargentifera również na górnej powierzchni mają izydia lub struktury izydiowe, ale te dwa gatunki zawierają kwas lekanorowy i odróżnia je reakcja barwna z podchlorynem wapnia (C+ czerwony, podczas gdy przylepka wytworna daje wynik ujemny). Podobna jest przylepka łuseczkowata (Melanohalea exasperatula), również posiadająca prawdziwe izydia i na dokładkę również dająca ujemny wynik reakcji barwnej (rdzeń C–), ale wyraźnie różni się brakiem pseudocyfelli, jej izydia są kuliste lub łopatkowate i plecha bardziej błyszcząca.